# ナイアガラ地域
ナイアガラ地域（ナイアガラちいき、英語：Regional Municipality of Niagara）は、オンタリオ州南部に位置する地方行政区のひとつ。同地域の人口は431,346人（2011年統計）。
同地域はナイアガラ半島の大部分を占め、東はアメリカの国境にあたるナイアガラ川と、南はエリー湖、北はオンタリオ湖に面している。

## 歴史
1970年にウェランド郡とリンカーン郡が合併して「ナイアガラ地域」となった。行政府はソロルドに置かれている。

## 経済
同地域の最も重要な農業ビジネスはブドウ栽培とワイン醸造であり、国際的にも評価の高いワインを生産している。アイスワインの生産でも知られ、アイスワインでは世界最大の生産量を誇るワイナリーがナイアガラ・オン・ザ・レイクにある。これらのワイナリーの存在は演劇の祭典「ショーフェスティバル」（Shaw Festival）や世界的な観光名所「ナイアガラの滝」と並んで重要な観光資源となっている。

## 自治体
ナイアガラ地域は以下の都市郡（自治体）によって構成されている。

### 市
- ナイアガラ・フォールズ （Niagara Falls）
- ポートコルボーン （Port Colborne）
- セント・キャサリンズ （St. Catharines）
- ソロルド （Thorold）：行政府
- ウェランド （Welland）

### 町
- フォートエリー （Fort Erie）
- グリムスビー （Grimsby）
- リンカーン （Lincoln）
- ナイアガラ・オン・ザ・レイク （Niagara-on-the-Lake）
- ペルハム （Pelham）

### タウンシップ（町）
- ウェインフリート （Wainfleet）
- ウェストリンカーン （West Lincoln）

## 観光
- ナイアガラの滝 - 世界三大瀑布のひとつ。
- ナイアガラ・フォールズ - ナイアガラの滝に面した観光都市。
- ナイアガラ・オン・ザ・レイク - 英国調の街並みが残る旧市街ほか、ワイナリーが数多く点在する。
- セント・キャサリンズ - 高級住宅街が立ち並び、ワイナリーも数多く点在する。
- フォートジョージ （Fort George） - ナイアガラ・オン・ザ・レイクにある要塞。
- フォートミシサガ （Fort Mississauga） - ナイアガラ・オン・ザ・レイクにある要塞。
- クイーンストーン・ハイツ （Queenston Heights） - 戦場跡地。1812年の米英戦争の英雄、ブロック将軍の像がある公園。
- ショートヒルズ州立公園 （Short Hills Provincial Park） - 高台があり、自然保護地区にも指定された公園。
- コンフォート・メイプル （Comfort Maple） - ペルハムにある樹齢500年を超えるメイプルツリー。
- ウェランド運河 - セントローレンス水系で重要な航路となる運河。

## 教育
- ブロック大学 （Brock University） - セント・キャサリンズ
- ナイアガラ・カレッジ （Niagara College） - ナイアガラ・フォールズ、ナイアガラ・オン・ザ・レイク、ウェランド

## 交通

### 空港
以下3つの地方空港があるが、一般客は通常、トロント・ピアソン国際空港（YYZ）及びアメリカ側のバッファロー国際空港（BUF）が使われる。
- セントキャサリンズ・ナイアガラ地区空港（St. Catharines/Niagara District Airport、IATA空港コード：YSN）
- ウェランド・ナイアガラ・セントラル空港（Welland/Niagara Central Airport、IATA空港コード：N/A）
- ナイアガラフォールズ・ナイアガラ・サウス空港（Niagara Falls/Niagara South Airport、IATA空港コード：N/A）

### 道路
400番台オンタリオ・ハイウェイが以下4つ走っている。
- ハイウェイ405号線（Highway 405）
- ハイウェイ406号線（Highway 406）
- ハイウェイ420号線（Highway 420）
- クイーン・エリザベス・ウェイ（QEW、Queen Elizabeth Way）